# Grön jordtunga
Grön jordtunga (Microglossum viride) är en svampart som först beskrevs av Christiaan Hendrik Persoon, och fick sitt nu gällande namn av Claude-Casimir Gillet 1879. Enligt Catalogue of Life ingår Grön jordtunga i släktet Microglossum,  och familjen Geoglossaceae, men enligt Dyntaxa är tillhörigheten istället släktet Microglossum,  och ordningen disksvampar. Arten är reproducerande i Sverige. Inga underarter finns listade i Catalogue of Life.

## Bildgalleri

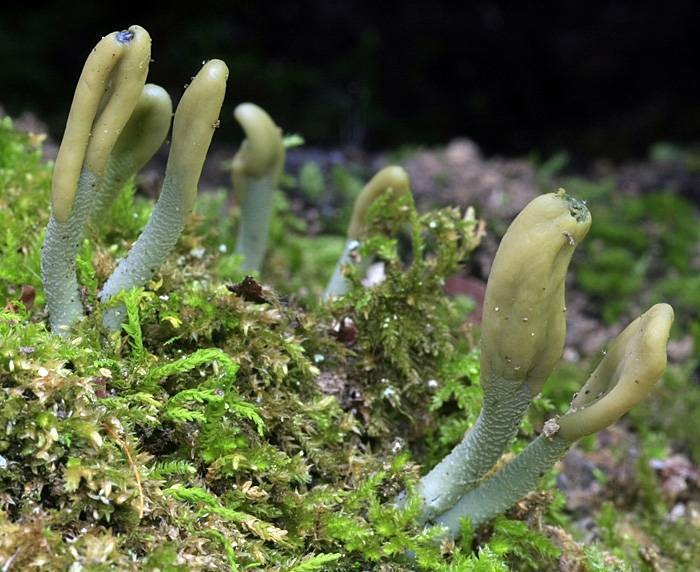
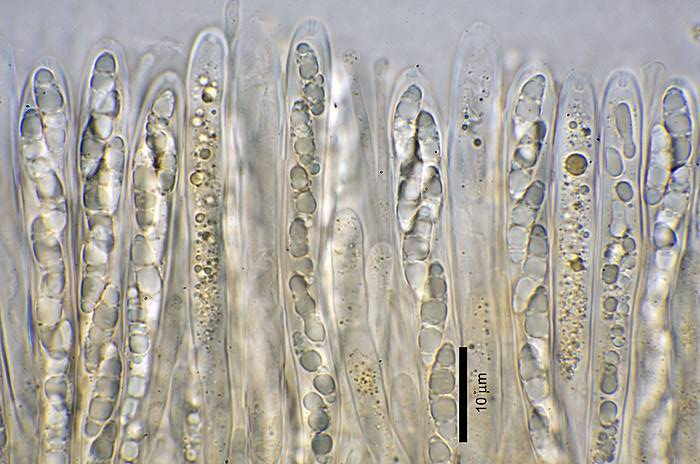
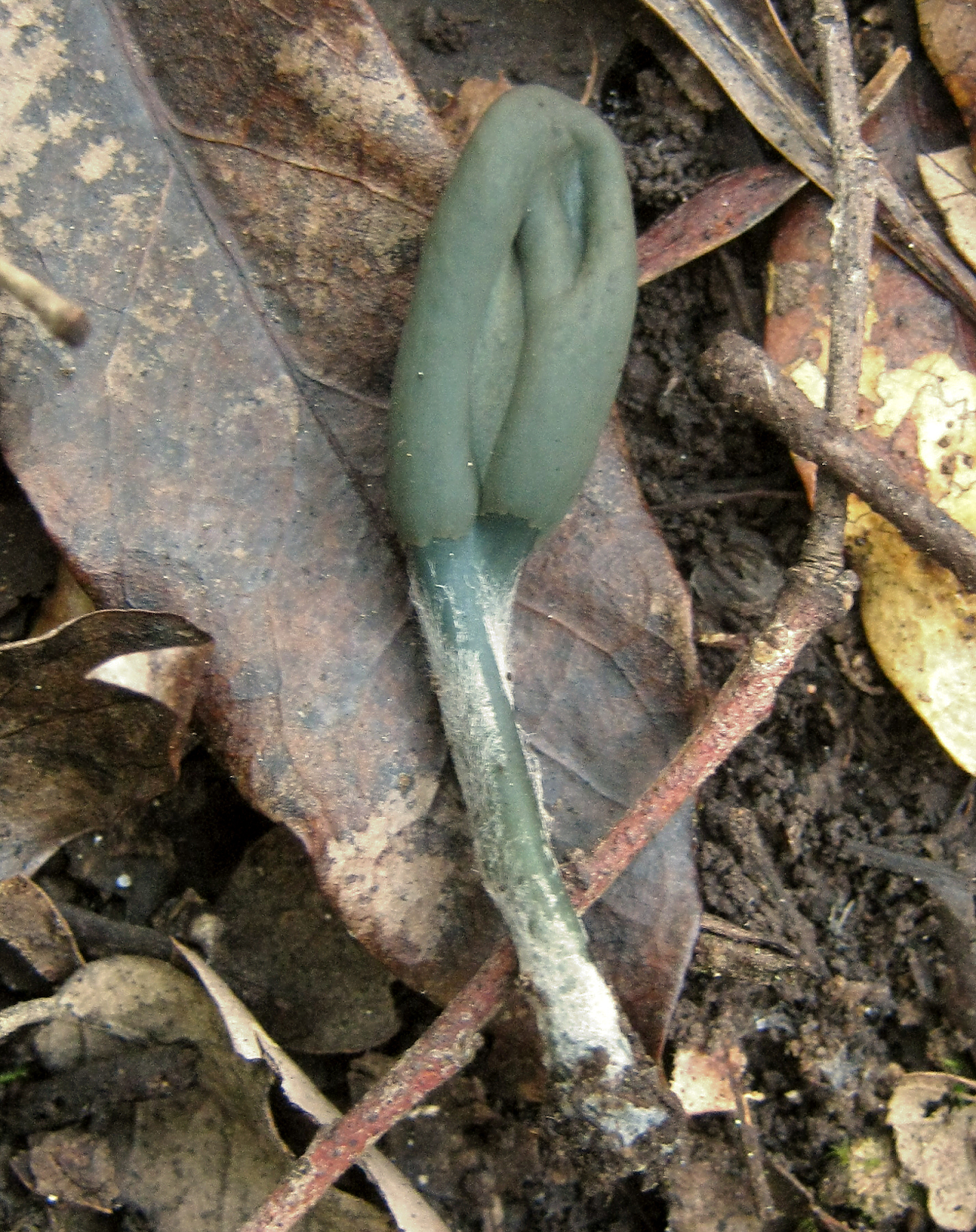
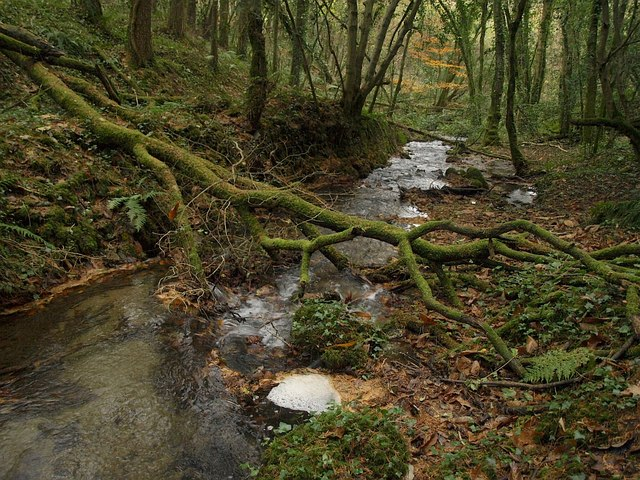
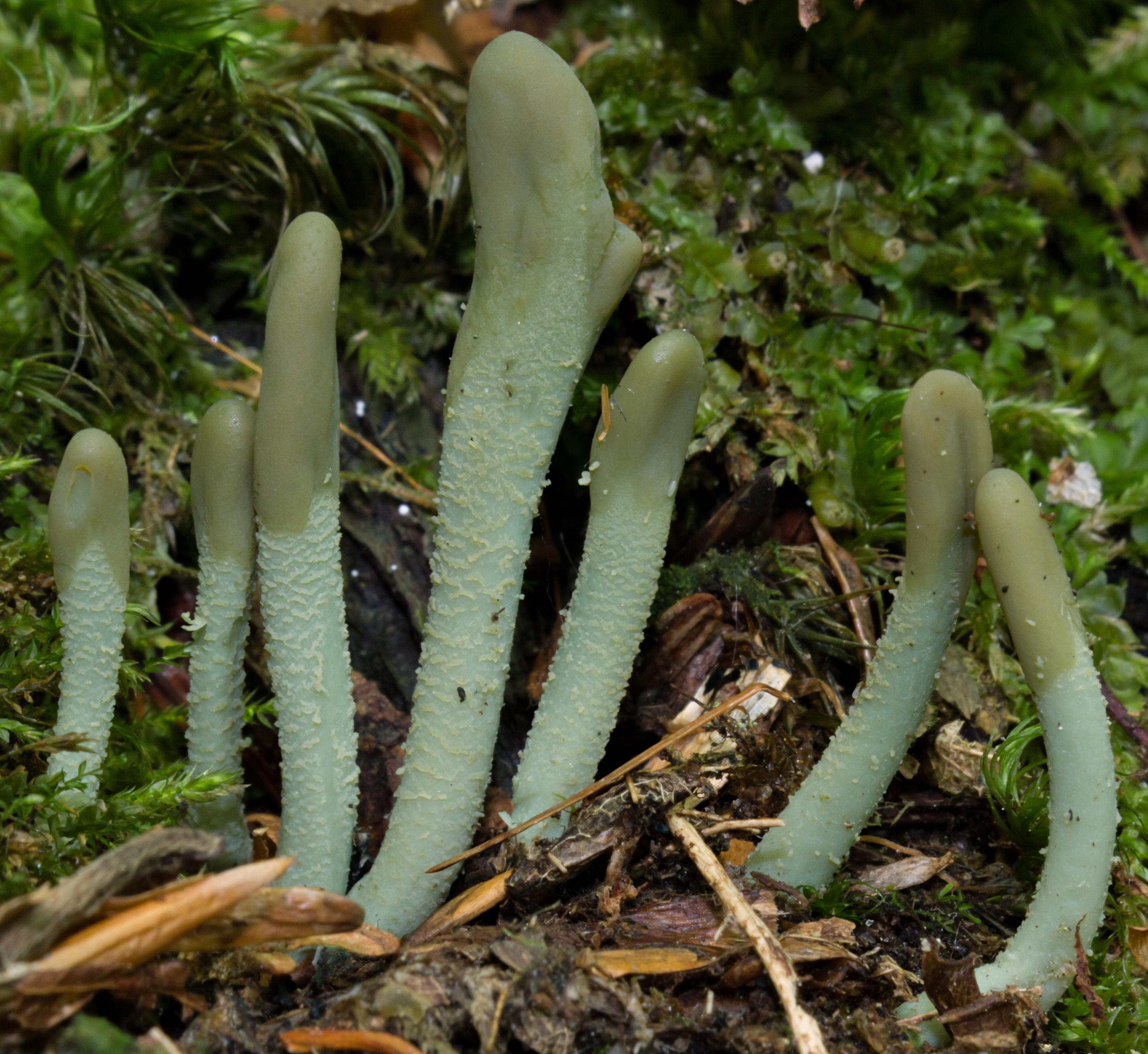
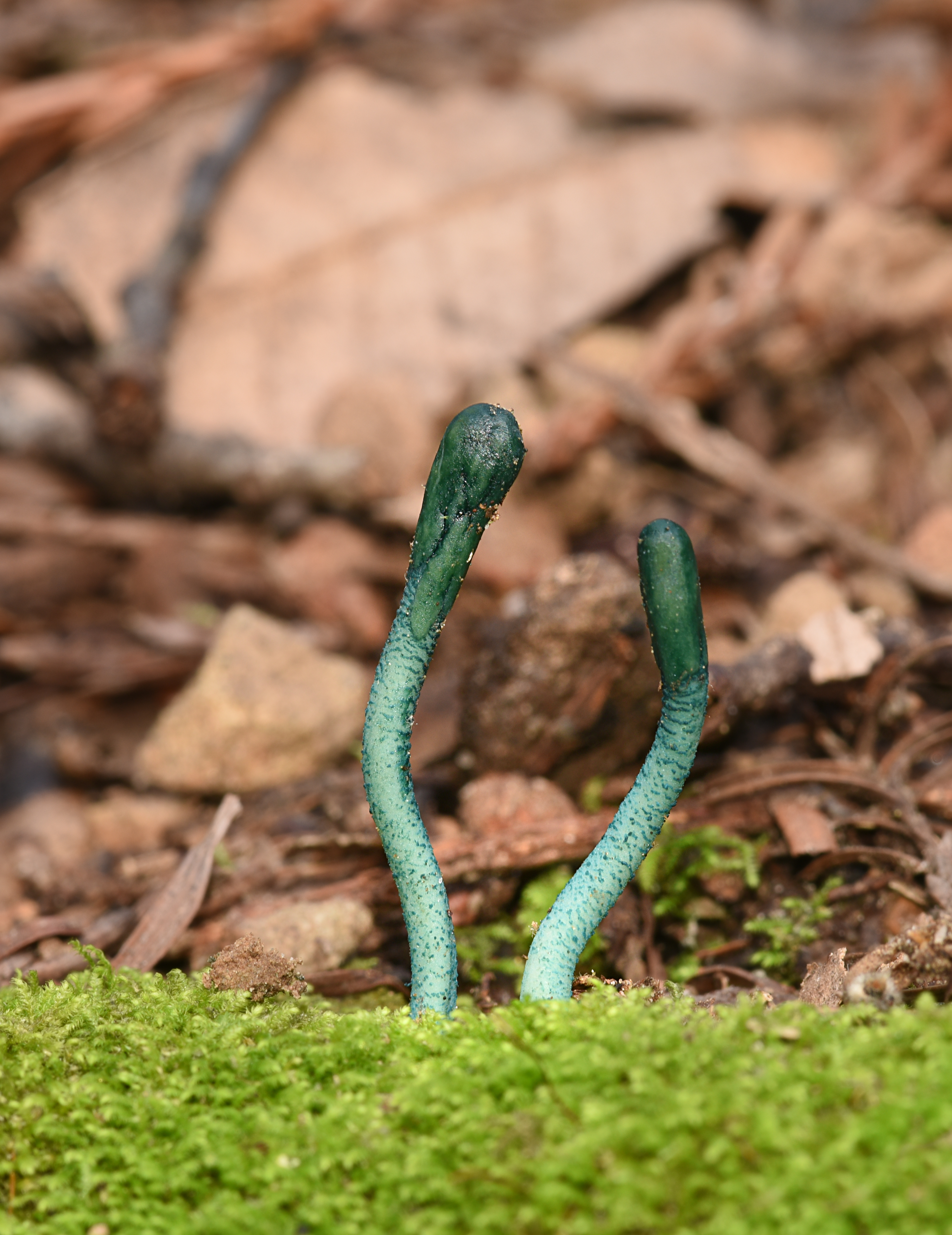
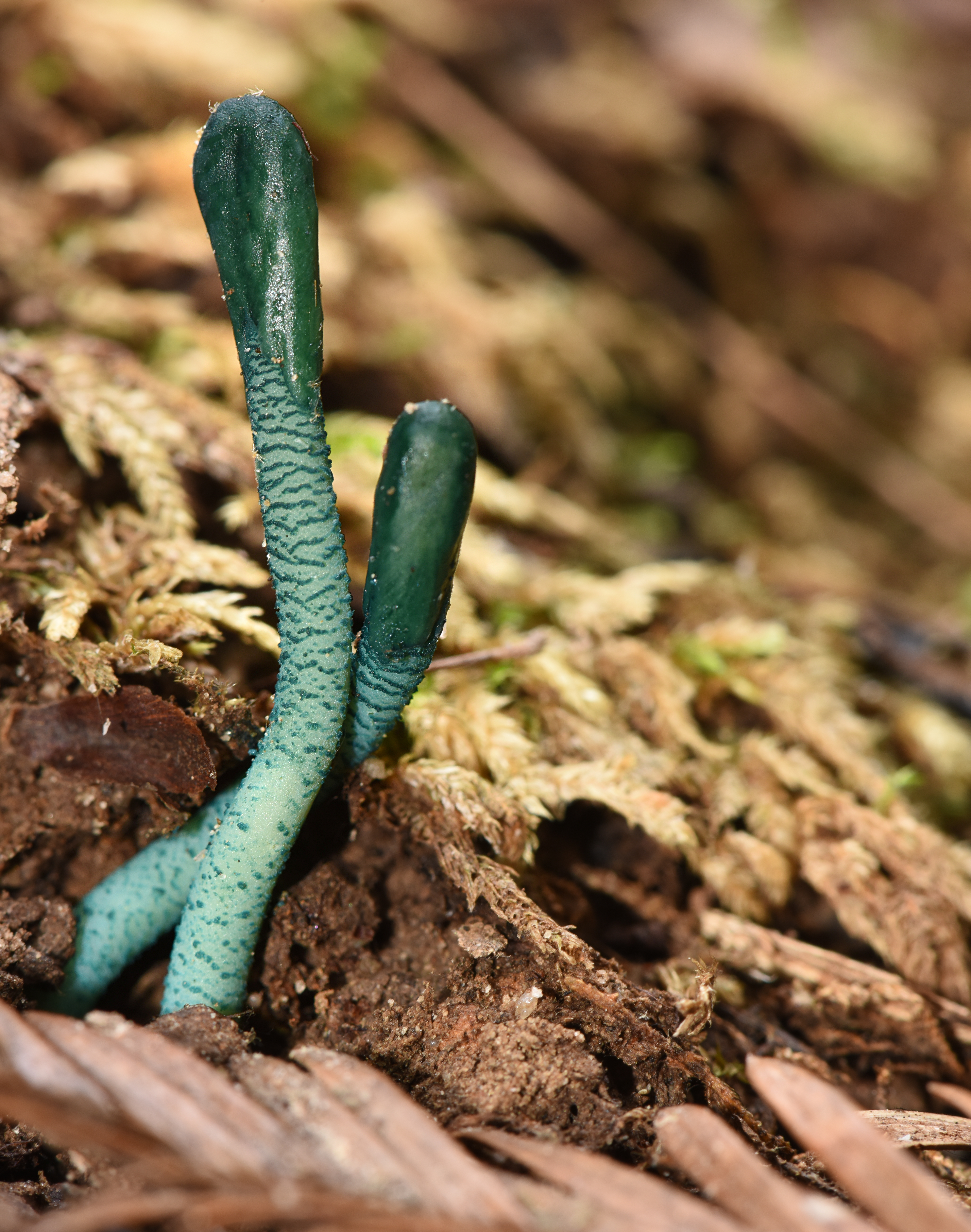